# Altrisuoni
Altrisuoni is een Zwitsers platenlabel dat allerlei soorten jazzmuziek uitbrengt. Het werd in 1993 in Lugano opgericht door de jazzfluitist Christian Gilardi en heette toen Altri Suoni ('Andere Geluiden'). In 2015 werd het overgenomen door PBR Record.
Het label wil vooral muziek uitbrengen van gevestigde en opkomende Zwitserse musici, al dan niet met 'buitenlandse' muzikanten. Het label richtte zich in het begin vooral op musici uit de regio Tessin, het noorden van Italië, Deutschschweiz en het Franse taalgebied, maar gaandeweg ging het ook muziek van internationale jazzmusici uitbrengen. Zo heeft het albums uitgebracht van Lee Konitz en Dave Liebman. Musici die op het label uitkwamen zijn verder onder andere Enrico Rava, Furio Di Castri, Flavio Boltro, Dado Moroni, Pierre Favre, Marcel Papaux, John Wolf Brennan, Béatrice Graf, Fredi Lüscher, Dave Samuels, Nils Wogram en het Hammer Klavier Trio. Op het label zijn meer dan driehonderd albums uitgekomen (2017).